# Nieuwe berijming
Met de nieuwe berijming wordt in Nederlandse protestantse kerkelijke kringen de berijming van de psalmen uit 1967 bedoeld. Deze psalmberijming is te vinden in het Liedboek voor de Kerken uit 1973 en het Nieuwe Liedboek uit 2013. De psalmen zijn gedicht op Geneefse melodieën.
Al in 1943 besloot de 'Algemeene Synodale Commissie' (het toenmalig Breed Moderamen) van de Nederlands Hervormde Kerk tot het instellen van een commissie die onderzoek moest doen naar de wenselijkheid en mogelijkheid van een nieuwe psalmberijming. Begin 1950 wordt de Hervormde Commissie Psalmberijming ingesteld. Professor Kornelis Heiko Miskotte was voorzitter van deze commissie. Later sloten ook de Gereformeerde Kerken aan bij het initiatief om tot een nieuwe berijming van de psalmen te komen.
In 1958 verscheen een proefbundel en in 1961 een complete ”Proeve van een nieuwe berijming”. Nadat alle kritiek op deze ”Proeve” verwerkt was verscheen de definitieve versie van het psalmboek in 1967. De nieuwe berijming kwam tot stand door een collectief van dichters bestaande uit Martinus Nijhoff, Willem Barnard, Ad den Besten, Klaas Hanzen Heeroma, Gerrit Kamphuis, Willem Johan van der Molen, J.W. Schulte Nordholt, Fedde Schurer en Jan Wit.

## Ontvangst
Na de publicatie van de nieuwe berijming zijn er enerzijds mensen die de nieuwe berijming méér schriftgetrouw vinden en beter zingbaar vinden dan de Psalmberijming van 1773. Anderzijds zijn er critici die menen dat de christologische duiding in Messiaanse psalmen in de berijming van 1967 lijkt te worden genegeerd. Daarnaast werd door sommigen aansluiting bij het bevindelijk taalgebruik gemist. Het taalgebruik van de nieuwe berijming sluit namelijk aan bij de Bijbelvertaling van 1951, zij die bezwaren hadden tegen deze vertaling, hadden daardoor ook moeite met de nieuwe berijming.
ln het Gereformeerd Kerkboek van de Gereformeerde Kerken vrijgemaakt, zijn slechts 48 van de 150 psalmen uit de berijming van 1967 opgenomen. Dit omdat delen van deze berijming niet bijbelgetrouw zouden zijn. Veel later (in 2016) klinkt het verwijt dat het verheven taalgebruik, dat herhaaldelijk in deze berijming gevonden wordt, nu als afstandelijk ervaren kan worden.